# Сидоренко, Геннадий Иванович
Генна́дий Ива́нович Сидоре́нко (13 декабря 1926 года, Воронеж — 30 июня 1999 года, Москва) — советский учёный-гигиенист, профессор (1969), академик АМН СССР (1975). Лауреат Государственной премии Украины в области науки и техники (1997).

## Биография
Геннадий Иванович Сидоренко родился в 1926 году.
- 1948 — член КПСС.
- 1953 г. — окончил 2-й ММИ;
  - в том же году начал работу на кафедре общей гигиены,
- 1966-1967 гг. — декан медико-биологического факультета[2]
- 1967 г. — директор НИИ общей и коммунальной гигиены им. А. Н. Сысина АМН СССР,
- 1968 г. — доктор медицинских наук;
- 1969 г. — профессор .
- 1975 — академик АМН СССР.
- 1976—1980 гг. — Главный учёный секретарь Президиума АМН СССР.

## Научная и общественная деятельность
Геннадий Иванович — советский учёный-гигиенист; автор свыше 300 научных работ, в том числе — ряда популярных.
Научные интересы: вопросы гигиены планировки городов, гигиена внутренней среды жилых и общественных зданий, гигиена атмосферного воздуха, сан. микробиология.
Г. И. Сидоренко является руководителем Центра ВОЗ по гигиене окружающей среды на базе НИИ общей и коммунальной гигиены им. А. Н. Сысина АМН СССР, представителем СССР в Совете уполномоченных стран—членов СЭВ по проблеме «Гигиена окружающей среды»: председателем секции гигиены окружающей среды Межведомственного совета по комплексным проблемам охраны окружающей среды и рационального использования природных ресурсов Госкомитета СССР по науке и технике, Научного совета по гигиене АМН СССР, проблемной комиссии союзного значения «Научные основы гигиены окружающей среды»; зам. председателя Всесоюзного научного об-ва гигиенистов и санитарных врачей: заместителем ответственного редактора редотдела «Общая и коммунальная гигиена» БМЭ; членом редколлегий советских и международных журналов («Гигиена и санитария», «Гигиена, эпидемиология, микробиология, иммунология», «Токсикология и гигиена окружающей среды» и др.).
- 1971 — был избран почётным членом-корреспондентом Научного общества гигиенистов ГДР,
- 1973 —  Чехословацкого научно-медицинского общества им. Я. Пуркинье.

## Личная жизнь
Жил в Москве. Скончался в 1999 году. Похоронен на кладбище «Ракитки» (Московская область).

## Публикации
- Гигиенические основы почвенной очистки сточных вод, М., 1976 (совм. с др.);
- Научные основы гигиены населенных мест, М., 1976 (совм. с Кореневской Е. И.);
- Методы санитарно-микробиологического исследования объектов окружающей среды, М., 1978 (совм. с др.);
- Состояние и перспективы сотрудничества СССР с Всемирной Организацией Здравоохранения в области гигиены окружающей среды, Гиг. и сан., № 1, с. 39, 1979 (совм. с др.);
- Гигиенические аспекты изучения биологического загрязнения окружающей среды, там же, № 5, с. 6, 1980 (совм. с др.);
- Закон СССР «Об охране атмосферного воздуха» и очередные задачи гигиенической науки и практики, там же, № 9, с. 3 (совм. с др.).

## Награды
- орден «Знак Почёта»;
- орден «Знак Почёта»;
- Государственная премия Украины в области науки и техники 1997 года (10 декабря 1997 года) —  за учебник «Общая гигиена. Пропедевтика гигиены» (М .: «Высшая школа», 1995)[4].